# 577-я народная пехотная дивизия
577-я народная пехотная дивизия или 577-я народно-гренадерская дивизия (нем. 577. Volksgrenadier-Division) — тактическое соединение сухопутных войск нацистской Германии.

## История

### Формирование
Дивизия была сформирована 25 августа 1944 года в 32-й волне формирования под Орхусом в Дании силами 9-го военного округа. Формирование происходило по приказу командования Дании.

### Роспуск путем переименования
Находясь в стадии формирования, 17 сентября 1944 г. дивизия была переименована в 47-ю народную пехотную дивизию, которая ещё не была сформирована и заменила 47-ю пехотную дивизию, уничтоженную в Бельгии. 10 ноября 1944 г. дивизия покинула Орхус и прибыла на Западный фронт.

## Структура
- 1189-й пехотный полк в составе двух батальонов, позднее — 103-й пехотный полк;
- 1190-й пехотный полк в составе двух батальонов, позднее — 104-й пехотный полк;
- 1191-й пехотный полк в составе двух батальонов, позднее — 115-й пехотный полк;
- 1577-й артиллерийский полк с четырьмя дивизионами, позднее — 147-й артиллерийский полк;
- 1577-й дивизионный полк, позднее — 147-й дивизионный полк.